# Delea
Delea – wieś w Rumunii, w okręgu Vaslui, w gminie Zăpodeni. W 2011 roku liczyła 223 mieszkańców.